# Sarnaki (gmina)
Pour les articles homonymes, voir Sarnaki.
Sarnaki est une gmina rurale (gmina wiejska) de la powiat de Łosice, dans la Voïvodie de Mazovie, dans le centre-est de la Pologne.
Son siège administratif (chef-lieu) est le village de Sarnaki, qui se situe environ 16 kilomètres au nord-est de Łosice (siège de la powiat) et 129 kilomètres à l'est de Varsovie (capitale de la Pologne).
La gmina couvre une superficie de 197,3 km2 pour une population de 5 250 habitants en 2006.

## Histoire
De 1975 à 1998, la gmina est attachée administrativement à la voïvodie de Biała Podlaska.

Depuis 1999, elle fait partie de la voïvodie de Mazovie.

## Géographie
La gmina inclut les villages et localités suivantes :

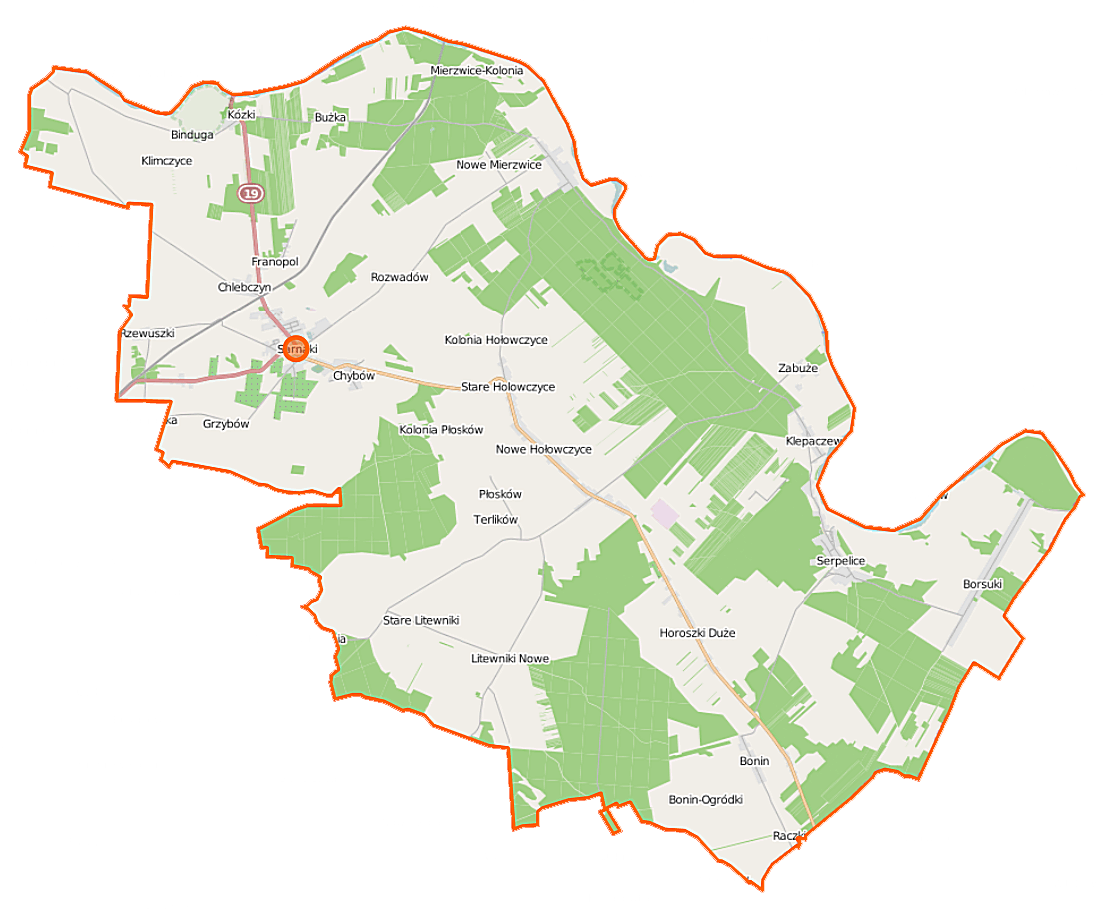
Plan de la gmina

- Binduga
- Bonin
- Bonin-Ogródki
- Borsuki
- Bużka
- Chlebczyn, Chybów
- Franopol
- Grzybów
- Hołowczyce-Kolonia
- Horoszki Duże
- Horoszki Małe
- Klepaczew
- Klimczyce
- Klimczyce-Kolonia
- Kózki
- Mierzwice-Kolonia
- Nowe Hołowczyce
- Nowe Litewniki
- Nowe Mierzwice
- Płosków
- Płosków-Kolonia
- Raczki
- Rozwadów
- Rzewuszki
- Sarnaki
- Serpelice
- Stare Hołowczyce
- Stare Litewniki
- Stare Mierzwice
- Terlików
- Zabuże

### Gminy voisines
La gmina de Sarnaki est voisine des gminy suivantes :
- Konstantynów
- Mielnik
- Platerów
- Siemiatycze
- Stara Kornica

## Structure du terrain
D'après les données de 2002, la superficie de la commune de Sarnaki est de 197,3 km2, répartis comme tel :
- terres agricoles : 54%
- forêts : 19%

La commune représente 25,56% de la superficie du powiat.

## Démographie
Données du 30 juin 2004 :
| description        | Total  | Total | Femmes | Femmes | Hommes | Hommes |
| ------------------ | ------ | ----- | ------ | ------ | ------ | ------ |
| Unité              | Nombre | %     | Nombre | %      | Nombre | %      |
| Population         | 5 302  | 100   | 2 673  | 50,4   | 2 629  | 49,6   |
| Densité (hab./km²) | 26,9   | 26,9  | 13,5   | 13,5   | 13,3   | 13,3   |